# Melilithit
Melilithit ist ein dunkelgraues bis schwarzes ultramafisches Gestein, das zur Gruppe der magmatischen Gesteine gehört und in Form von Vulkaniten, Diatremen und Ganggesteinen vorkommt. Der Name ist von dem Mineral Melilith abgeleitet, welches definitionsgemäß mehr als 10 % des Mineralbestands ausmachen muss. Aufgrund des Mineralbestandes und der geochemischen Merkmale zählt Melilithit zu den untersättigten Alkaligesteinen. Das plutonische Pendant ist Melilitolith.

## Mineralbestand und Chemismus
Melilithite weisen typischerweise ein porphyrisches Gefüge auf. Als Einsprenglinge treten Olivin, Klinopyroxen und Melilith auf, welche in einer feinkörnigen bis dichten Grundmasse aus Melilith, Klinopyroxen, Spinell, Perowskit, Nephelin, Apatit u. a. vorliegen. Durch zunehmende Gehalte an Nephelin besteht ein fließender Übergang zu melilithführenden Nepheliniten.

Charakteristisch für Melilithit sind niedrige Gehalte an SiO2 (<40 Gewichtsprozent) und Aluminium (Al2O3 oft <10 Gew.-%) sowie hohe Gehalte an Erdalkalimetallen (CaO und MgO jeweils 10 bis >15 Gew.-%).

## Vorkommen
Melilithit ist ein Produkt des Intraplattenvulkanismus und ist mit Inselvulkanen (z. B. Hawaii) und mit kontinentalen Riftsystemen assoziiert (z. B. ostafrikanischer Grabenbruch). Er tritt häufig gemeinsam mit basaltischen Gesteinen i.w.S. auf, kann jedoch auch das alleinige vulkanische Gestein einer Vulkanprovinz sein. In Deutschland treten Melilithite im Uracher Vulkangebiet auf der schwäbischen Alb, im Hegau sowie im Bereich des Oberrheingrabens und der Hessischen Senke auf.